# جو اورانوس

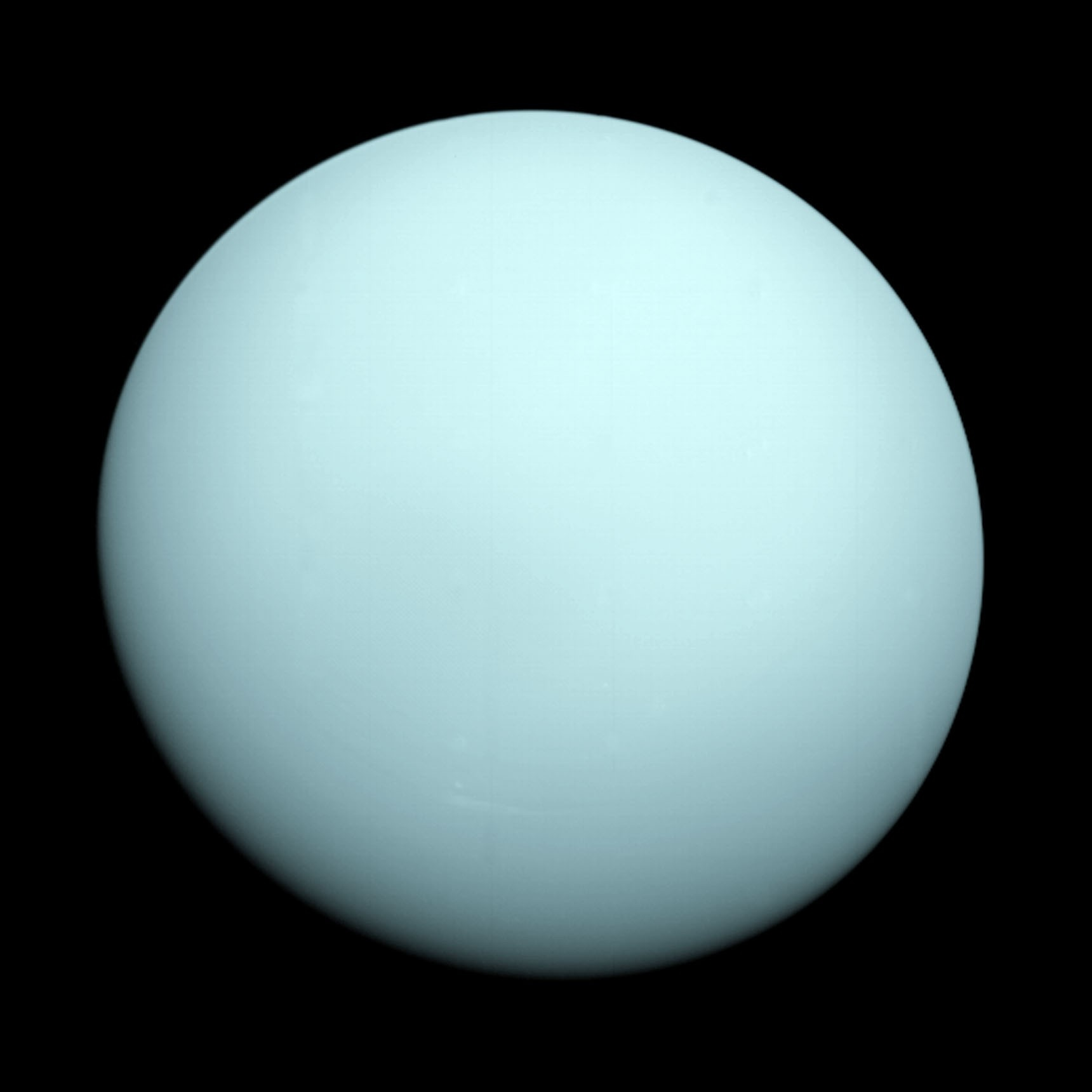
اورانوس از دید وویجر ۲

۸۳ درصد هیدروژن، ۱۵ درصد هلیم، ۲ درصد متان و مقدار کمی آمونیاک و آب، جوّ اورانوس را تشکیل می‌دهند. اورانوس از درون تلسکوپ مانند قرصی به رنگ سبز آبی روشن دیده می‌شود.
اقیانوس‌هایی از آب، آمونیاک و متان در زیر جو سیاره وجود دارند. دما در عمق اقیانوس‌ها بیشتر است که شاید به دلیل وجود هسته‌ای از جنس آهن و سیلیسیم باشد. رنگ آبی مایل به سبز اورانوس هم به دلیل وجود متان در جو سیاره است که به شدت نور سرخ را جذب می‌کند. جوی از هیدروژن، هلیم و گاز‌های دیگر، گوشته‌ای از آب، یخ، متان و آمونیاک و هسته‌ای از سنگ سیلیس ساختار هفتمین سیارهٔ منظومهٔ خورشیدی را شکل می‌دهد.
در این سیاره باران‌های یخی مشاهده می‌شود.